# Lista de deputados estaduais do Rio Grande do Sul da 47.ª legislatura
Esta é uma lista de deputados estaduais do Rio Grande do Sul. São relacionados o nome civil dos parlamentares que foram eleitos em 1986.

## Composição das bancadas
| Partido | Líder          | Bancada | Posição  |
| ------- | -------------- | ------- | -------- |
| PMDB    | Cezar Schirmer | 27 / 55 | Governo  |
| PDS     | Celso Bernardi | 10 / 55 | Oposição |
| PDT     | Carlos Araújo  | 9 / 55  | Oposição |
| PFL     | Germano Bonow  | 5 / 55  | Oposição |
| PT      | José Fortunati | 4 / 55  | Oposição |

## Deputados estaduais
| Número | Deputado                           | Partido | Votos   | Cidade onde Nasceu     | Estado            |
| ------ | ---------------------------------- | ------- | ------- | ---------------------- | ----------------- |
| 15892  | Sérgio Zambiasi                    | PMDB    | 365.381 | Encantado              | Rio Grande do Sul |
| 15296  | Germano Rigotto                    | PMDB    | 53.837  | Caxias do Sul          | Rio Grande do Sul |
| 15347  | Algir Lorenzon                     | PMDB    | 44.926  | Catuípe                | Rio Grande do Sul |
| 15772  | Paulo Ritzel                       | PMDB    | 39.579  | Novo Hamburgo          | Rio Grande do Sul |
| 13509  | Raul Pont                          | PT      | 37.171  | Uruguaiana             | Rio Grande do Sul |
| 15925  | Ruy Carlos Ostermann               | PMDB    | 36.151  | São Leopoldo           | Rio Grande do Sul |
| 15307  | Cezar Schirmer                     | PMDB    | 35.902  | Santa Maria            | Rio Grande do Sul |
| 15379  | Hilda de Souza                     | PMDB    | 34.742  | Pelotas                | Rio Grande do Sul |
| 15290  | Antenor Ferrari                    | PMDB    | 33.987  | Bento Gonçalves        | Rio Grande do Sul |
| 12391  | Antonio Barbedo                    | PDT     | 33.825  | São Leopoldo           | Rio Grande do Sul |
| 15830  | Erani Müller                       | PMDB    | 32.419  | Cruz Alta              | Rio Grande do Sul |
| 11404  | Francisco Turra                    | PDS     | 30.770  | Marau                  | Rio Grande do Sul |
| 25711  | Germano Bonow                      | PFL     | 29.472  | Porto Alegre           | Rio Grande do Sul |
| 15451  | Antonio Lorenzi                    | PMDB    | 29.244  | Sapiranga              | Rio Grande do Sul |
| 11499  | Carlos Sá Azambuja                 | PDS     | 29.126  | Bagé                   | Rio Grande do Sul |
| 15508  | Carrion Júnior                     | PMDB    | 28.434  | Porto Alegre           | Rio Grande do Sul |
| 12985  | Carlos Renan Kurtz                 | PDT     | 28.157  | Santa Maria            | Rio Grande do Sul |
| 15338  | Gilberto Mussi                     | PMDB    | 28.036  | Canguçu                | Rio Grande do Sul |
| 15104  | Gleno Scherer                      | PMDB    | 27.318  | Venâncio Aires         | Rio Grande do Sul |
| 12951  | Brasil Carús                       | PDT     | 26.701  | Pelotas                | Rio Grande do Sul |
| 13300  | José Fortunati                     | PT      | 26.606  | Flores da Cunha        | Rio Grande do Sul |
| 15185  | Antônio Dexheimer                  | PMDB    | 26.411  | Erechim                | Rio Grande do Sul |
| 15910  | Jauri Gomes de Oliveira            | PMDB    | 24.980  | São Luiz Gonzaga       | Rio Grande do Sul |
| 15208  | Constantino Picarelli              | PMDB    | 24.492  | São Jerônimo           | Rio Grande do Sul |
| 13858  | Adão Pretto                        | PT      | 22.892  | Redentora              | Rio Grande do Sul |
| 25420  | Athos Rodrigues                    | PFL     | 22.483  | Capão da Canoa         | Rio Grande do Sul |
| 15131  | Hélio Musskopf                     | PMDB    | 22.394  | Bom Retiro do Sul      | Rio Grande do Sul |
| 15321  | Sanchotene Felice                  | PMDB    | 21.615  | Uruguaiana             | Rio Grande do Sul |
| 15259  | José Antônio Daudt                 | PMDB    | 21.429  | Porto Alegre           | Rio Grande do Sul |
| 11784  | Antonio Lourenço Pires de Oliveira | PDS     | 20.868  | Getúlio Vargas         | Rio Grande do Sul |
| 11610  | Jarbas Lima                        | PDS     | 20.494  | Lagoa Vermelha         | Rio Grande do Sul |
| 11284  | Celso Bernardi                     | PDS     | 20.089  | Augusto Pestana        | Rio Grande do Sul |
| 11496  | Wilson Mânica                      | PDS     | 19.747  | Ijuí                   | Rio Grande do Sul |
| 15596  | Mendes Ribeiro Filho               | PMDB    | 19.668  | Porto Alegre           | Rio Grande do Sul |
| 11555  | Luiz Fernando Staub                | PDS     | 19.608  | Venâncio Aires         | Rio Grande do Sul |
| 11834  | Augusto Nardes                     | PDS     | 19.607  | Santo Ângelo           | Rio Grande do Sul |
| 11318  | João Odil Haas                     | PDS     | 19.534  | Espumoso               | Rio Grande do Sul |
| 15507  | Ecléia Fernandes                   | PMDB    | 19.532  | Vacaria                | Rio Grande do Sul |
| 12429  | Porfírio Peixoto                   | PDT     | 19.523  | São Luiz Gonzaga       | Rio Grande do Sul |
| 12477  | Carlos Araújo                      | PDT     | 19.484  | São Francisco de Paula | Rio Grande do Sul |
| 15110  | José Ivo Sartori                   | PMDB    | 19.347  | Farroupilha            | Rio Grande do Sul |
| 15994  | Roberto Künzel                     | PMDB    | 19.278  | Santa Cruz do Sul      | Rio Grande do Sul |
| 15264  | João Osório                        | PMDB    | 19.021  | Camaquã                | Rio Grande do Sul |
| 15554  | Mário Limberger                    | PMDB    | 19.006  | Sobradinho             | Rio Grande do Sul |
| 11288  | Valmir Susin                       | PDS     | 18.911  | Caxias do Sul          | Rio Grande do Sul |
| 15447  | Solon Tavares                      | PMDB    | 18.801  | Guaíba                 | Rio Grande do Sul |
| 15137  | Mário Madureira                    | PMDB    | 18.617  | Porto Alegre           | Rio Grande do Sul |
| 15958  | Valdomiro Vaz Franco (suplente)    | PMDB    | 18.334  | Criciúma               | Santa Catarina    |
| 12472  | Moisés Berlesi                     | PDT     | 18.177  | Tramandaí              | Rio Grande do Sul |
| 15534  | Guaracy Marinho (suplente)         | PMDB    | 18.174  | Porto Alegre           | Rio Grande do Sul |
| 15928  | Tito Lívio Jaeger (suplente)       | PMDB    | 18.019  | Estância Velha         | Rio Grande do Sul |
| 25435  | Elói Zanella                       | PFL     | 17.940  | Erechim                | Rio Grande do Sul |
| 12271  | Éden Pedroso                       | PDT     | 16.588  | Passo Fundo            | Rio Grande do Sul |
| 12704  | Luiz Abadie                        | PDT     | 16.455  | São Vicente do Sul     | Rio Grande do Sul |
| 25856  | Tufy Salomão                       | PFL     | 16.096  | Porto Alegre           | Rio Grande do Sul |
| 25601  | Nestor Fips Schneider              | PFL     | 15.148  | Campo Bom              | Rio Grande do Sul |
| 12182  | Valdomiro Rocha Lima               | PDT     | 15.279  | Rio Grande             | Rio Grande do Sul |
| 13991  | Selvino Heck                       | PT      | 12.472  | Venâncio Aires         | Rio Grande do Sul |
| 25384  | Antônio Carlos Azevedo (suplente)  | PFL     | 12.424  | Getúlio Vargas         | Rio Grande do Sul |